# El mono relojero
El mono relojero  es una película de animación de Argentina en blanco y negro  dirigida por Quirino Cristiani según guion de Constancio Vigil con adaptación de Eleazar P. Maestre sobre el cuento homónimo de Vigil que se estrenó el 10 de febrero de 1938. Las voces y otros sonidos fueron realizados por el actor Pepe Iglesias. Federico Ribas, un dibujante español, tuvo a su cargo la creación de los personajes, Eglantina Villalba hizo los decorados, con la colaboración de Rosarivo y Kras, Juan Oliva y Bogoslav Petanjek, conocido como "Kayser", quienes tuvieron a su cargo la animación y Luis Quirino Cristiani -por entonces de 20 años-, hizo las tomas. La música y la sonorización eran de José Vázquez Vigo, quien ya había trabajado en Peludópolis. Fue premiada por la Municipalidad de la ciudad de Buenos Aires.
Fue la primera película animada de Argentina con sonido óptico. Cristiani dejó de lado la técnica que había utilizado hasta entonces, de animación con figuras recortadas, y utilizó la moderna con acetatos, para lo cual Cristiani construyó y patentó una mesa de animación con un fanoscopio -un vidrio opaco con una luz debajo- capaz de girar en el plano de la mesa, que hacía el trabajo más fácil.

## Reparto
- Pepe Iglesias

## Comentario
Después de señalar que había un contraste entre las concepciones creativas del autor Vigil y el director Cristiani, Bendazzi afirma:

"...el guion de la película resulta poco cinematográfico, pobre desde el punto de vista dramático...la burla a los poderosos y al mundo político, la irreverencia fresca y sencilla, es decir, todo lo que es característico del cine de Cristiani, no se adaptaban al contexto de El mono relojero....Pero aun así no puede decirse que estuviera privada de calidad. La animación es buena y fluida, de un agradable nivel artesanal; las imágenes están adornadas, ciertos personajes están brillantemente creados (piénsese en el rinoceronte que lleva sobre sus espaldas una inesperada y surrealista coraza metálica). En muchos la impronta del autor cómico se hace sentir y se la disfruta. En síntesis: la película puede considerarse un ejemplo de producción promedio capaz de confrontarse brillantemente con cualquier otro producto homólogo de su época."